# Hebelomina neerlandica
Hebelomina neerlandica är en svampart som beskrevs av Huijsman 1978. Hebelomina neerlandica ingår i släktet Hebelomina och familjen Strophariaceae.   Inga underarter finns listade i Catalogue of Life.